# Pinho (São Pedro do Sul)
Pinho is een plaats (freguesia) in de Portugese gemeente São Pedro do Sul en telt 983 inwoners (2001).